# Lino Miccichè, mio padre - Una visione del mondo
Lino Miccichè, mio padre - Una visione del mondo è un film documentario del 2013 diretto da Francesco Miccichè.
La pellicola racconta la vita del noto critico e storico del cinema Lino Miccichè dal punto di vista del figlio. 

## Distribuzione
Il film è stato presentato alla 70ª Mostra del Cinema di Venezia nella sezione Venezia Classici, in collaborazione con la Settimana internazionale della critica e le Giornate degli autori. È stato proiettato alla Filmoteca de Catalunya di Barcellona, al Museo del Cinema di Torino, alla Casa del Cinema e al Palladium di Roma.
Partecipa al 37° São Paulo International Film Festival, è Evento Speciale al Trieste Film Festival e del 32° International Film Festival de Uruguay, e ha partecipato alla 50ª Mostra internazionale del Nuovo Cinema di Pesaro.
È andato in onda su Rai Movie il 16 giugno 2014.

## Riconoscimenti
Vince il Premio del Pubblico al 17° Terra di Siena Film Festival, il Premio Marcello Romano di Galatina (Lecce) e al 12° ReCine Film Festival di Rio de Janeiro vince il Premio "Melhor Pesquisa" (Miglior Repertorio). Riceve a gennaio 2014 una menzione speciale al Nastro d'argento per i documentari con la seguente motivazione: «Un ritratto introspettivo, privato, ma anche un modo per i "figli" di capire le battaglie di una generazione che deve molte conquiste di libertà proprio alle polemiche della critica e del giornalismo cinematografico.»